# Loyeu
Loyeu (bielorruso: Ло́еў) o Lóyev (ruso: Ло́ев) es un asentamiento de tipo urbano de Bielorrusia, capital del distrito homónimo en la provincia de Gómel.
En 2022, el asentamiento tenía una población de 6170 habitantes.
Se ubica en el punto en el cual el río Dniéper comienza a marca la frontera con Ucrania, frente a la desembocadura del río Sozh, unos 50 km al sur de la capital provincial Gómel y unos 50 km al noroeste de la ciudad ucraniana de Chernígov.

## Historia
Tiene su origen en una fortificación que en el siglo XIV el Gran Ducado de Lituania asentó estratégicamente junto al río Dniéper. Se conoce la existencia del pueblo en documentos desde 1505. En la primera mitad del siglo XVI, el pueblo fue atacado varias veces por los tártaros de Crimea; para protegerlo y evitar su despoblamiento, en la segunda mitad del siglo se construyó un nuevo castillo y en 1576 Esteban I Báthory le otorgó el Derecho de Magdeburgo. En 1649 tuvo lugar aquí una importante batalla de la rebelión de Jmelnitski, en la que las tropas de Janusz Radziwiłł lograron derrotar a unas tropas cosacas muy superiores en número, aprovechando que el paisaje fluvial de la zona había impedido a los cosacos unirse antes del combate; sin embargo, en 1654 los cosacos destruyeron gran parte del pueblo, en uno de los primeros ataques de la guerra ruso-polaca.
En el siglo XVIII llegó a ser un importante núcleo comercial y artesano, con diez ferias anuales y un puerto fluvial. En la partición de 1793 se integró en el Imperio ruso, que en 1797 lo integró en la gobernación de Minsk. En 1926 pasó a formar parte de la RSS de Bielorrusia, que en 1938 le dio el estatus de asentamiento de tipo urbano.